# Supertaça Cândido de Oliveira 1983
La Supertaça Cândido de Oliveira 1983 è stata la 5ª edizione di tale edizione, l'annuale incontro di apertura della stagione calcistica portoghese che vede di fronte i vincitori della Primeira Divisão della stagione precedente e della Taça de Portugal (o la finalista di quest'ultima in caso il vincitore di campionato e coppa coincidano).
Nella Supercoppa del 1983 si affrontarono il Benfica (campione della Primeira Divisão 1982-83) e il Porto in qualità di finalista perdente della Taça de Portugal, proprio contro il Benfica.
Dopo il pareggio a reti bianche dell'andata (0-0 allo Stadio das Antas) il Porto vinse allo Stadio da Luz di Lisbona 1-2 e si aggiudicò la seconda Supercoppa della sua storia.

## Tabellini

### Andata
| Oporto 8 dicembre 1983 Andata | Porto            | 0 – 0 referto | Benfica | Stadio das Antas\| Arbitro: \| Feijão (Setúbal) \| |
| Arbitro:                      | Feijão (Setúbal) |               |         |                                                    |

| Porto | Benfica |

#### Formazioni
| Porto          |   |                         |  |     |
|                |   |                         |  |     |
| P              | 1 | Zé Beto                 |  |     |
| D              |   | António Lima Pereira () |  |     |
| D              |   | Eduardo Luís            |  |     |
| D              |   | João Pinto              |  |     |
| D              |   | Eurico Gomes            |  | 55’ |
| C              |   | António Frasco          |  |     |
| C              |   | António Sousa           |  |     |
| C              |   | Jaime Pacheco           |  |     |
| C              |   | Vermelhinho             |  |     |
| C              |   | Jaime Magalhães         |  | 75’ |
| A              |   | Jacques Pereira         |  |     |
| Sostituiti:    |   |                         |  |     |
| D              |   | Teixeirinha             |  | 55’ |
| C              |   | Bobó                    |  | 75’ |
| Allenatore:    |   |                         |  |     |
| António Morais |   |                         |  |     |

| Benfica             |   |                      |  |     |
|                     |   |                      |  |     |
| P                   | 1 | Manuel Bento ()      |  |     |
| D                   |   | Minervino Pietra     |  |     |
| D                   |   | António Bastos Lopes |  |     |
| D                   |   | Álvaro Magalhães     |  |     |
| D                   |   | António Oliveira     |  |     |
| C                   |   | Shéu                 |  |     |
| C                   |   | José Luís            |  |     |
| C                   |   | Carlos Manuel        |  |     |
| A                   |   | Nené                 |  | 73’ |
| A                   |   | Fernando Chalana     |  |     |
| A                   |   | Zoran Filipović      |  | 62’ |
| Sostituiti:         |   |                      |  |     |
| C                   |   | Diamantino Miranda   |  | 62’ |
| C                   |   | Glenn Strömberg      |  | 73’ |
| Allenatore:         |   |                      |  |     |
| Sven-Göran Eriksson |   |                      |  |     |

### Ritorno
| Arbitro: | Trigo (Beja) |

|              |           |                            |
| Manniche 12’ | Marcatori | 20’ Frasco 64’ Vermelhinho |

| Benfica | Porto |

#### Formazioni
| Benfica             |   |                      |             |     |
|                     |   |                      |             |     |
| P                   | 1 | Manuel Bento ()      | Ammonizione |     |
| D                   |   | Minervino Pietra     |             |     |
| D                   |   | António Bastos Lopes |             |     |
| D                   |   | Álvaro Magalhães     | Ammonizione |     |
| D                   |   | António Oliveira     |             | 70’ |
| C                   |   | Fernando Chalana     |             |     |
| C                   |   | Diamantino Miranda   | Ammonizione | 65’ |
| C                   |   | Glenn Strömberg      |             |     |
| C                   |   | Carlos Manuel        | Ammonizione |     |
| A                   |   | José Luís            |             |     |
| A                   |   | Michael Manniche     |             |     |
| Sostituiti:         |   |                      |             |     |
| P                   |   | José Delgado         |             |     |
| D                   |   | Alberto Bastos Lopes |             |     |
| D                   |   | Samuel Quina         |             |     |
| A                   |   | Shéu                 |             | 70’ |
| A                   |   | Nené                 |             | 65’ |
| Allenatore:         |   |                      |             |     |
| Sven-Göran Eriksson |   |                      |             |     |

| Porto          |   |                         |             |     |
|                |   |                         |             |     |
| P              | 1 | Zé Beto                 |             |     |
| D              |   | João Pinto              |             |     |
| D              |   | Eurico Gomes            |             |     |
| D              |   | António Lima Pereira () |             |     |
| D              |   | Eduardo Luís            |             |     |
| C              |   | Vermelhinho             |             |     |
| C              |   | António Sousa           |             |     |
| C              |   | António Frasco          | Ammonizione | 46’ |
| C              |   | Jaime Pacheco           | Ammonizione |     |
| C              |   | Jaime Magalhães         |             | 37’ |
| A              |   | Jacques Pereira         |             |     |
| Sostituiti:    |   |                         |             |     |
| C              |   | José Semedo             |             | 37’ |
| C              |   | Quinito                 |             | 46’ |
| Allenatore:    |   |                         |             |     |
| António Morais |   |                         |             |     |